# Auguste Baron (ingénieur)
Pour les articles homonymes, voir Auguste Baron et Baron.
Auguste Baron est un ingénieur et pionnier français du cinéma né le 12 avril 1855 à Paris et mort le 31 mai 1938 à Neuilly-sur-Seine.

## Biographie
Auguste Baron fait breveter quatre procédés de synchronisation de cinéma parlant entre 1896 et 1900 (dont le graphonoscope), procédés qui restèrent au stade expérimental. Vers la fin de sa vie, il inventa l'hélio-glyptographe, un procédé de cinéma en relief.
Il collabore avec Henri Louis Huet à la Société du cinématographe automobile fondée en 1905 au 19, Boulevard Malesherbes à Paris

## Hommage
En 1978, la place Auguste-Baron dans le 19e arrondissement de Paris prend son nom en hommage.